# III. Kerületi TVE
El III. Kerületi Torna és Vívó Egylet Futball Club Óbudai (en español: Club de Fútbol de la III Asociación Distrital de Gimnasia y Esgrima de Óbuda), es un club de fútbol de Hungría, de la ciudad de Budapest. Fue fundado en 1887 y juega en la NBIII.

## Historia
El equipo fue fundado el 24 de enero de 1887, siendo el equipo de Óbuda, Distrito III (en húngaro: III kerületi) de Budapest.
En 1931 el III. Kerületi TVE consigue su primer título, la Copa de Hungría, derrotando en la final al Ferencvárosi Torna Club por cuatro goles a uno.
En 1996 el equipo consigue ascender a la máxima categoría del fútbol húngaro, la NB1. Tuvo un estreno regular en primera división, quedando decimoquinto clasificado, con lo que perdió la categoría. Al año siguiente el club realizó un buen trabajo en la NBII y volvió a ascender, aunque en la temporada de su regreso a primera tampoco logró su objetivo de salvarse y acabó descendiendo de nuevo.
En 2000 el III. Kerületi TVE se fusionó con el Csepel Sport Club, aunque en 2003 el club volvió a jugar de forma independiente, con el nombre de III. Kerületi TUE. El equipo tuvo que empezar desde la NBIV (cuarta categoría), aunque en su primer año ascendió.
Actualmente el club milita en la NBIII (tercera categoría).
Nombres del equipo
- 1887 - III. Kerületi TVE
- 1939 - III. Kerületi Árpád
- 1940 - III. Kerületi Árpád SE
- 1941 - III. Kerületi Árpád
- 1942 - Árpád Magyar Országos Véderö Egylet Óbudai Torna Egylet (ÁMOTE)
- 1943 - OTE-III. Kerület
- 1945 - III. Kerületi MADISZ
- 1948 - III. Kerületi TVE
- 1949 - III. Kerületi Textil
- 1951 - III. Kerületi Vörös Lobogó
- 1952 - Textilfestö
- 1957 - Kerületi TVE
- 1959 - III. Kerületi TTVE
- 1965 - III. Kerületi Textilfestö
- 1966 - III. Kerületi TTVE
- 1991 - III. Kerületi TVE
- 1998 - III. Kerületi FC Autotrader
- 2000 - III. Kerületi TVE
- 2003 - III. Kerületi TUE

## Uniforme
- Uniforme titular: Camiseta amarilla, pantalón negro y medias negras.
- Uniforme alternativo: Camiseta blanca, pantalón blanco y medias blancas.

## Estadio
El III. Kerületi TVE juega en el Hévízi út, con capacidad para 3000 personas.

## Palmarés

### Torneos nacionales
- Copa de Hungría (1): 1931